# برومبور
برومبور (به آلمانی: Berumbur) یک شهر در آلمان است که در آوریش واقع شده‌است. برومبور ۲٬۵۶۷ نفر جمعیت دارد.